# Мельядіно-Сан-Фіденціо
Мельядіно-Сан-Фіденціо (італ. Megliadino San Fidenzio, вен. Megliadino San Fidensio) — муніципалітет в Італії, у регіоні Венето, провінція Падуя.
Мельядіно-Сан-Фіденціо розташоване на відстані близько 380 км на північ від Рима, 70 км на захід від Венеції, 36 км на південний захід від Падуї.
Населення — 1942 особи (2014).
Щорічний фестиваль відбувається 16 листопада. Покровитель — San Fidenzio vescovo.

## Демографія
Населення за роками:

Станом на 31 грудня 2014 року в муніципалітеті офіційно проживало 148 іноземців з 12 країн, серед них 57 громадян країн Євросоюзу та 2 громадяни України.

## Сусідні муніципалітети
- Казале-ді-Скодозія
- Мельядіно-Сан-Вітале
- Монтаньяна
- Салетто
- Санта-Маргерита-д'Адідже